# 매튜 퐁텐 모리
매튜 폰테인 모리(Matthew Fontaine Maury, 1806년 1월 14일 – 1873년 2월 1일)는 미국의 해양학자이자 해군 장교로, 미국을 위해 복무한 뒤 남북 전쟁 중 아메리카 연합국 해군에 합류했다.
그는 "바다의 개척자"라는 별명을 얻었으며 현대 해양학의 창시자로 여겨진다. 그는 이 주제에 대해 폭넓게 글을 썼고, 그의 저서 "바다의 물리 지리"(The Physical Geography of the Sea, 1855)는 출판된 최초의 포괄적인 해양학 저서였다.
1825년, 19세의 모리는 미국 하원의원 샘 휴스턴을 통해 미국 해군 사관후보생 임명장을 얻었다. 프리깃함 USS Brandywine의 사관후보생으로서 그는 거의 즉시 바다를 연구하고 항해 방법을 기록하기 시작했다. 다리 부상으로 해상 근무에 부적합해지자, 모리는 항해, 기상학, 바람, 해류 연구에 전념했다.
그는 1844년에 지도 및 기구 보관소(Depot of Charts and Instruments)의 감독관이 되었고, 이 보관소는 나중에 미국 해군 천문대로 이름이 바뀌었다. 그곳에서 모리는 수천 척의 선박 항해 일지와 해도를 연구했다. 그는 선원들에게 해류와 바람을 유리하게 이용하는 방법을 보여주어 해상 항해 시간을 크게 단축시킨 "북대서양의 바람과 해류 지도"(Wind and Current Chart of the North Atlantic)를 출판했다. 모리의 통일된 해양 데이터 기록 시스템은 전 세계 해군과 상선단에 채택되어 모든 주요 무역로의 해도를 개발하는 데 사용되었다.
남북 전쟁이 발발하자 버지니아주 출신인 모리는 미 해군 사령관 직위를 사임하고 아메리카 연합국에 합류했다. 그는 전쟁 기간 동안 미국 남부, 영국, 프랑스에서 연합국 특사로 활동했다. 그는 몇몇 유럽 강대국들에게 전쟁을 중단하도록 설득하면서 연합국이 CSS Georgia 함선을 획득하는 데 도움을 주었다. 전쟁이 끝난 후 모리는 결국 사면되었고, 렉싱턴 (버지니아주)에 있는 버지니아 군사 학교에서 교직을 수락했다.
그는 육상 날씨 예보에 대한 주간 강연 투어를 마친 후 1873년에 학교에서 사망했다. 그는 또한 "버지니아 지질 조사"(Geological Survey of Virginia)라는 책과 젊은이들을 위한 새로운 지리 시리즈를 완성했다.

## 초기 삶과 경력
모리는 15세기 프랑스까지 거슬러 올라가는 위그노 혈통의 버지니아 명문가인 모리 가문의 후손이었다. 그의 할아버지(제임스 모리 목사)는 미래의 미국 대통령인 토머스 제퍼슨에게 영감을 준 스승이었다. 모리는 또한 초기 버지니아의 마이너 가문으로부터 네덜란드계 미국인 혈통을 가지고 있었다.
그는 1806년 프레더릭스버그 (버지니아주) 근처 스포칠베이니아군에서 태어났다. 그의 부모는 리처드 모리와 다이앤 마이너 모리였다. 그 가족은 그가 다섯 살 때 프랭클린 (테네시주)로 이사했다. 그는 해적과 싸운 후 황열에 걸린 미 해군 장교인 형 존 마이너 모리 기함 중위의 해군 경력을 모방하고 싶어 했다. 존의 고통스러운 죽음으로 인해 매튜의 아버지 리처드는 그가 해군에 입대하는 것을 금지했다. 모리는 해군이 제공할 수 있는 것보다 더 나은 교육을 받기 위해 미국 육군사관학교에 입학하는 것을 진지하게 고려했다. 대신 그는 1825년 19세의 나이에 가족 친구이자 테네시주 하원의원인 샘 휴스턴의 영향력을 통해 해군 임명을 받았다.
모리는 프리깃함 Brandywine에 사관후보생으로 입대했는데, 이 배는 노년의 질베르 뒤 모티에 드 라파예트 후작을 그의 유명한 1824년 미국 방문 후 프랑스로 데려가는 중이었다. 거의 즉시 모리는 바다를 연구하고 항법을 기록하기 시작했다. 이 관심을 불러일으킨 경험 중 하나는 그의 배이자 세계를 일주한 최초의 미 해군 군함인 USS Vincennes를 타고 세계 일주를 한 것이었다.

## 과학 경력
모리의 해상 생활은 33세에 역마차 사고로 오른쪽 다리가 부러지면서 갑자기 끝났다. 그 후 그는 해군 기상학, 항해 및 바람과 해류 지도 제작을 연구했다. 그는 그의 가족에게 그의 작업이 시편 8편 "주께서 그의 손으로 지으신 것을 다스리게 하시고... 바다의 길을 지나가는 모든 것을 다스리게 하셨나이다"에서 영감을 받았다고 말했다.
워싱턴 D.C.의 미국 해군 사무소인 "지도 및 기구 보관소"의 책임 장교로서 젊은 중위는 1842년에 많은 미정리 항해 일지 및 기록의 도서관 사서가 되었다. 그는 자신의 주도로 사무실의 정보를 정리하고, 해상 조건 및 관측에 대한 추가 정보를 수집하기 위해 전국 선장들 사이에 보고 시스템을 구축함으로써 항해술을 개선하고자 했다. 그의 작업의 결과는 국제적인 인정과 1847년에 출판된 "북대서양의 바람과 해류 지도"(Wind and Current Chart of the North Atlantic)였다. 이로 인해 보관소의 목적이 변경되고 1854년에 미국 해군 천문대 및 수로국으로 이름이 바뀌었다. 그는 1861년 4월 사임할 때까지 그 직책을 맡았다. 모리는 국립 천문대 설립의 주요 옹호자 중 한 명이었으며, 과학 애호가이자 전 미국 대통령인 하원의원 존 퀸시 애덤스에게 결국 해군 천문대가 될 것의 설립을 호소했다. 모리는 가끔 취미로 천문학을 즐기던 애덤스를 해군 천문대에 초대했다. 모리가 펜실베이니아 애비뉴 위쪽 집에 드나드는 데 항상 긴 여정을 해야 하는 것을 염려하여 애덤스는 천문대 부지에 감독관 집을 짓는 예산 법안을 제출했다. 애덤스는 따라서 시설 망원경을 통해 정기적으로 들여다보는 데 아무런 제약도 느끼지 않았다.
선원으로서 모리는 선장들이 역풍과 해류가 배의 경로에 미치는 영향에 대해 배운 수많은 교훈을 기록했다. 선장들은 그 교훈을 항해 일지에 충실히 기록했지만, 그 후 잊혀졌다. 천문대에서 모리는 미 해군 창설 이래로 거슬러 올라가는 수천 권의 오래된 선박 항해 일지와 해도가 보관되어 있는 엄청난 양의 자료를 발견했다. 그는 모든 계절의 모든 바다에 대한 바람, 무풍, 해류 정보를 수집하기 위해 문서를 꼼꼼히 살펴보았다. 그의 꿈은 그 정보를 모든 선장들에게 전달하는 것이었다.
모리의 해양 해류 연구와 포경 산업 조사는 그로 하여금 대서양과 태평양 사이에 따뜻한 물이 흐르는 얼음 없는 북쪽 통로가 존재한다고 의심하게 만들었다. 그는 북극으로 밀려드는 따뜻한 표층 해류를 감지했다고 생각했고, 오래된 포경선 일지는 대서양에서 잡힌 고래가 태평양 선박의 작살을 가지고 있었다는 것을 보여주었다(그 반대도 마찬가지). 고래가 혼곶을 돌아다녔다면 이러한 발생 빈도는 있을 수 없을 것 같았다.
모리 중위는 선원들에게 해류와 바람을 유리하게 이용하는 방법을 보여주어 항해 기간을 대폭 단축시킨 "북대서양의 바람과 해류 지도"를 출판했다. 그의 "항해 지침"과 "바다의 물리 지리 및 기상학"은 여전히 표준으로 남아 있다. 모리의 종합 해양 데이터 기록 시스템은 전 세계 해군과 상선대에 채택되어 모든 주요 무역로의 해도를 개발하는 데 사용되었다.

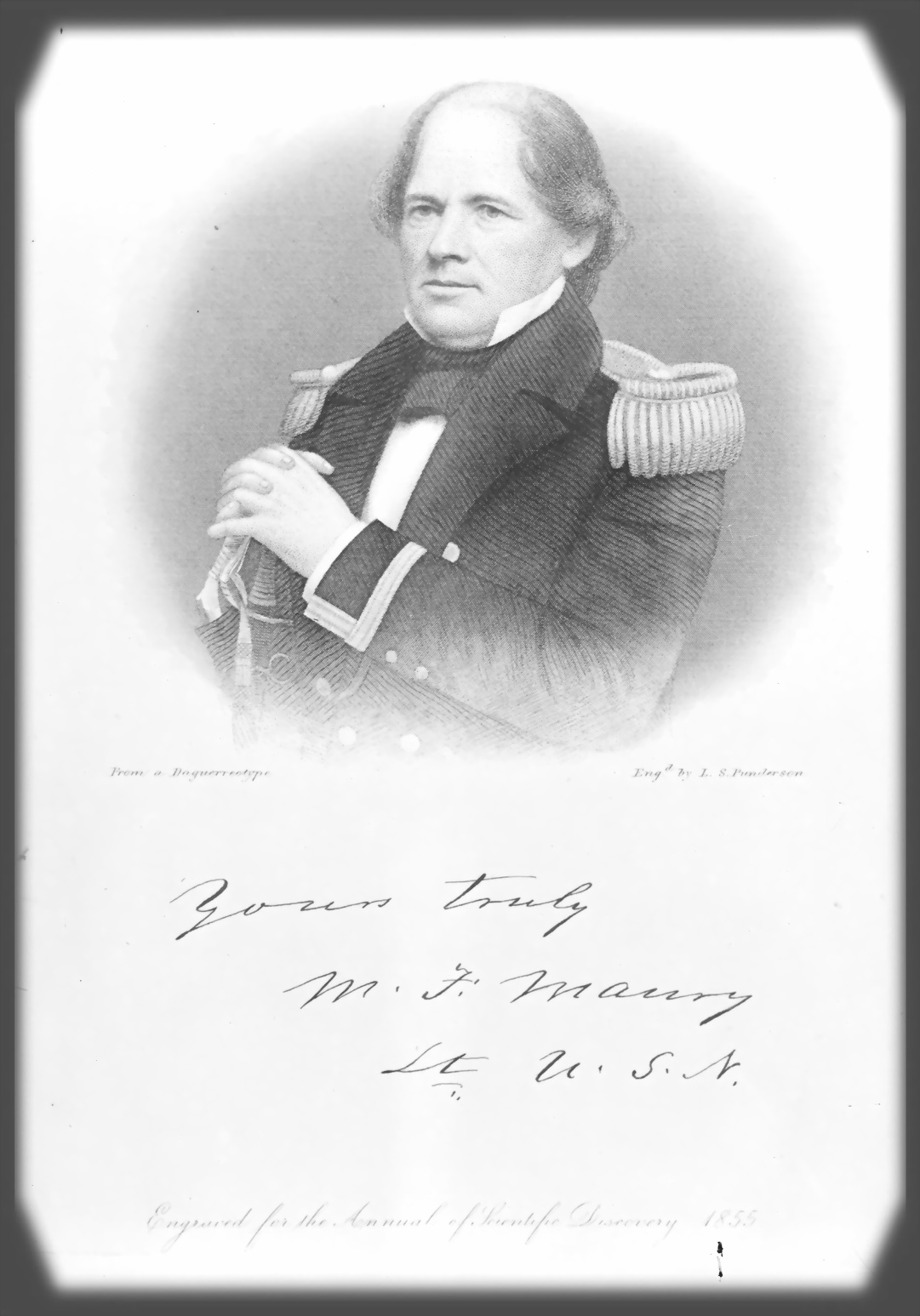
1855년 모리, 레뮤엘 펀더슨의 판화

모리의 해군 천문대 팀에는 그에게 배정된 사관후보생들이 포함되어 있었다. 제임스 멜빌 길리스, 존 머서 브룩 중위, 윌리엄 루이스 헌든, 라드너 기븐, 아이작 스트레인, USN 1854년 다리엔 탐험대의 존 "잭" 마이너 모리 2세 등이 그들이었다. 이들의 천문대 근무는 항상 임시적이었고, 새로운 인원들은 반복적으로 훈련을 받아야 했다. 따라서 모리 중위는 천문 및 해상 작업에 동시에 종사하면서 이러한 작업을 지원할 새로운 임시 인원들을 끊임없이 훈련시켰다. 그의 명성이 높아지면서 그와 함께 일하기 위해 젊은 사관후보생들 사이의 경쟁이 심화되었다. 따라서 그는 항상 유능한 조수들을 두었다.
모리는 육군의 미국 육군사관학교에 필적하는 해군 학교를 포함하여 해군 개혁을 옹호했다. 이 개혁은 모리의 "행운의 가방에서 나온 스크랩"(Scraps from the Lucky Bag)과 신문에 실린 다른 기사들에 의해 강력하게 추진되었고, 이는 미국 해군사관학교 설립이라는 그의 마침내 실현된 꿈을 포함하여 해군에 많은 변화를 가져왔다.
1848년 첫 회의에서 그는 미국 과학 진흥 협회(AAAS) 설립에 기여했다.
1849년, 모리는 미국 동부와 캘리포니아주를 연결하는 대륙횡단철도의 필요성에 대해 역설했다. 그는 미시간호와 멕시코만에서 등거리에 있는 멤피스 (테네시주)를 동쪽 종착역으로 하는 남부 노선을 추천했다. 그는 텍사스주를 통과하는 남부 노선이 겨울 눈을 피할 수 있고 멕시코 북부 주들과의 상업을 열어줄 수 있다고 주장했다. 모리는 또한 파나마 지협을 가로지르는 철도 건설을 옹호했다.
그의 과학적 노력으로 인해 모리는 1852년에 미국철학학회 회원으로 선출되었다.

## 국제 기상 회의
모리는 또한 국제 해상 및 육상 기상 서비스를 요구했다. 바다와 해류를 지도화한 그는 육상 날씨 예보를 지도화하는 데 힘썼다. 의회는 육상 기상 관측 시스템에 대한 자금 지원을 거부했다.
모리는 바다에 대한 충분한 과학적 지식은 국제 협력을 통해서만 얻을 수 있다고 확신했다. 그는 미국이 세계 해양 국가들을 초청하여 "보편적인 기상 시스템"을 구축하기 위한 회의를 개최할 것을 제안했으며, 1853년 브뤼셀에서 열린 선구적인 과학 회의의 주역이었다. 몇 년 안에 전 세계 해운의 4분의 3을 소유한 국가들이 해양 관측 자료를 해군 천문대의 모리에게 보내왔고, 그 정보는 평가되어 전 세계에 배포되었다.
미국은 회의 대표로 모리를 파견했다. 브뤼셀 회의의 결과로, 많은 전통적인 적국들을 포함한 여러 국가들이 통일된 표준을 사용하여 육상 및 해상 기상 데이터를 공유하는 데 협력하기로 합의했다. 브뤼셀 회의 직후 프로이센, 스페인, 사르데냐, 자유 도시 함부르크, 브레멘 공화국, 칠레, 오스트리아, 브라질 등이 이 사업에 동참하기로 했다.
교황은 교황령 함선에 명예 깃발을 제정했는데, 이 깃발은 워싱턴 DC의 모리에게 모리의 요약 항해 일지를 작성하여 보낸 선박에게만 수여될 수 있었다.

## 브라질로 노예 송환 제안
모리의 노예 제도에 대한 입장은 "노예제도 국제주의"라고 불려왔다. 모리는 다른 정치인, 신문 편집자, 상인, 미국 정부 관리들과 함께 미국, 카리브해, 브라질의 아마존 분지를 연결하는 노예 제도의 미래를 구상했다. 그는 미국 상업의 미래가 백인 남부인과 그들의 노예가 식민화한 남미에 있다고 믿었다. 거기서 모리는 "아프리카인들이 미국 도끼를 손에 들고 할 일이 있다"고 주장했다. 1850년대에 그는 버지니아주의 노예를 브라질로 보내어 주에서 점진적으로 노예 제도를 폐지하는 방법을 연구했다. 모리는 해군 중위 윌리엄 루이스 헌든이 1853년에 아마존 지역을 조사한 것을 알고 있었다. 1853년 탐험은 미국 상인들이 "그들의 상품과 가축 [노예 포함]을 가지고 아마존 계곡의 강변 도로를 따라 남아메리카 국가들과 정착하고 교역"할 수 있도록 무역 지역을 지도화하는 것을 목표로 했다. 브라질은 합법적인 노예 제도를 유지했지만, 영국의 압력으로 1850년에 새로 노예화된 아프리카인의 수입을 금지했다. 모리는 미국에서 노예가 된 사람들을 브라질로 이주시키는 것이 시간이 지남에 따라 미국 남부의 가능한 한 많은 지역에서 노예 제도를 줄이거나 없애고, 브라질에 대한 새로운 노예화를 종식시킬 것이라고 제안했다. 그러나 모리의 주된 관심은 노예의 자유나 브라질 노예 제도의 개선이 아니라 버지니아 및 기타 남부 주 노예 소유자들의 죄 사함이었다. 모리는 사촌에게 "따라서 나는 아마존의 노예 지역에서 남부 주의 안전 밸브를 본다"고 썼다.
모리는 자신의 계획에서 아마존을 자유 항해에 개방하기를 원했다. 그러나 페드루 2세 (브라질) 황제의 정부는 그 제안을 단호히 거부했고, 모리의 제안은 미국, 특히 노예 제도의 유지를 추구하고 노예 제도의 멍에로 인해 부를 쌓으려 했던 남부에서는 거의 또는 전혀 지지를 받지 못했다. 1855년까지 그 제안은 실패했다. 브라질은 1866년에 파라과이와의 전쟁 중이었을 때에만 모든 국가에 아마존의 자유 항해를 허용했는데, 그때는 그 지역의 자유 항해가 필요했기 때문이었다.
모리는 노예 소유자는 아니었지만, 노예 제도에 적극적으로 반대하지는 않았다. 그의 해양학 유산과 노예 무역을 연결하는 기사는 모리가 노예 제도에 대해 양면적인 태도를 가졌으며, 그것이 잘못된 일이라고 보았지만 타인에게 노예를 해방하도록 강요할 의도는 없었다고 시사했다. 그러나 최근 버지니아주 리치먼드의 기념비 철거를 설명하는 기사는 그의 과학적 업적과 함께 노예 무역과의 깊은 연관성을 통해 친노예적 입장을 보여주었다.

## 남북 전쟁

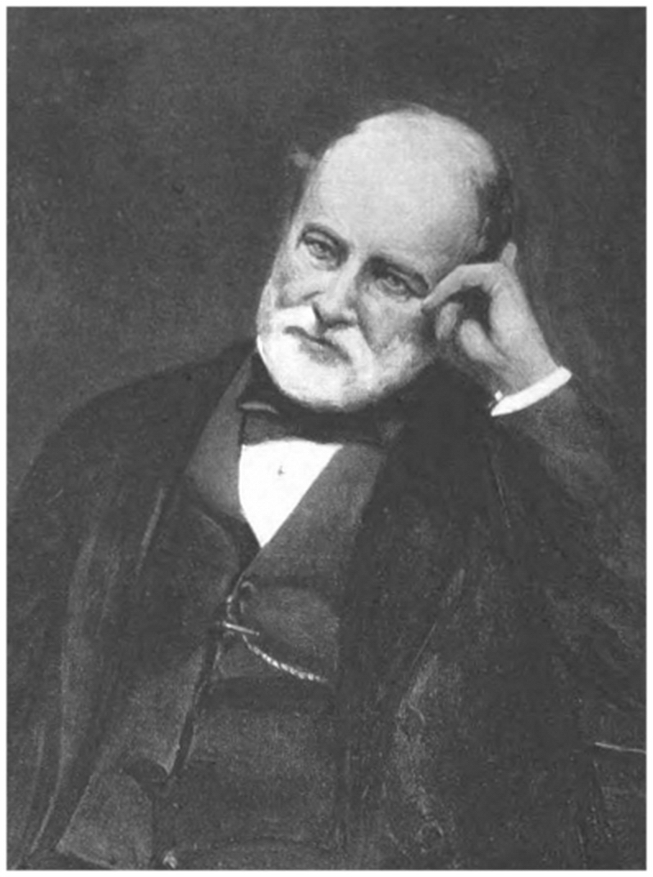
매튜 폰테인 모리 사령관

모리는 분리에 강력히 반대했지만, 1860년에 뉴저지, 펜실베이니아, 델라웨어, 메릴랜드 주지사들에게 전쟁 분위기를 막아달라고 촉구하는 편지를 썼다. 버지니아가 1861년 4월 분리를 선언하자, 모리는 그럼에도 불구하고 미 해군에서 사임하고 북부와 싸우기로 결정했다. 남북 전쟁이 발발하자 모리는 연합군에 합류했다.
미 해군에서 사임하자 버지니아 주지사는 모리를 버지니아 해군 사령관으로 임명했다. 이 해군이 남부연합 해군으로 통합되자 모리는 남부연합 해군 사령관이 되어 해안, 항만, 강 방어 해군국장으로 임명되었다. 이 역할에서 모리는 미국 선박에 큰 혼란을 일으킨 최초의 전기 제어 해군 지뢰 개발을 도왔다. 그는 사이러스 웨스트 필드 및 새뮤얼 모스와 협력할 때 대서양 횡단 케이블과 수중 전선에 흐르는 전기에 대한 경험이 있었다. 그 당시 어뢰라고 불렸던 해군 지뢰는 오늘날의 접촉 지뢰와 유사했으며, 1865년 해군 장관은 "다른 모든 원인을 합친 것보다 연방에 더 많은 선박을 희생시켰다"고 말했다.
1862년 9월, 모리는 부분적으로는 국제적 명성 때문에, 부분적으로는 그를 멀리 두고 싶어 하는 상급 장교들의 질투 때문에 영국으로 특별 임무를 명령받았다. 그곳에서 그는 남부 연합을 위해 선박을 구매하고 장비하고 유럽 열강들이 남부 연합을 인정하고 지원하도록 설득했다. 모리는 영국, 아일랜드, 프랑스를 여행하며 남부 연합을 위한 선박을 획득하고 장비하며 보급품을 요청했다. 모리는 연설과 신문 기사 출판을 통해 유럽 국가들이 남부 연합을 대신하여 개입하고 남북 전쟁을 종식시키도록 촉구했지만 성공하지 못했다. 모리는 프랑스의 나폴레옹 3세 황제와 오스트리아의 막시밀리아노 1세 대공과 남부 연합 관계를 수립했고, 막시밀리아노 1세는 1864년 4월 10일 멕시코 황제로 선포되었다.
전쟁 초기에 남부 연합 의회는 모리와 버지니아 대학교의 수학 교수 프랜시스 H. 스미스에게 도량형 시스템을 개발하도록 지시했다.

## 말년
모리는 서인도 제도에서 연합국으로 돌아가는 길에 연합국의 붕괴 소식을 들었다. 전쟁은 모리의 직계 가족이 살던 프레더릭스버그에 많은 폐허를 남겼다. 로버트 E. 리와 다른 친구들의 조언에 따라 그는 버지니아로 돌아가지 않기로 결정하고 멕시코만 주둔 미 해군에 항복 편지를 보낸 후 멕시코로 향했다. 그곳에서 유럽에서 만났던 막시밀리아노 1세가 그를 "제국 식민화 위원"으로 임명했다. 모리와 막시밀리아노는 전 연합국 병사들을 멕시코로 이민시키고, 카를로타와 뉴 버지니아 식민지를 이주한 연합국 병사들과 다른 나라 이민자들을 위해 건설할 계획을 세웠다. 이 계획을 알게 된 리는 모리에게 편지를 써서 "나라와 그 안에 남겨져야 할 모든 것을 버리는 생각은 내 감정에 혐오스럽고, 모든 것을 잃은 것으로 포기하기보다는 그것을 복구하기 위해 노력하고 그 운명을 함께하는 것을 선호한다"고 말했다. 결국 이 계획은 의도한 이민자들을 끌어들이지 못했고 멕시코에서 증가하는 반대에 직면한 막시밀리아노는 이를 중단했다. 모리는 1866년에 영국으로 돌아가 그곳에서 일자리를 찾았다.
1868년에 그는 연방 정부로부터 사면을 받고 미국으로 돌아와 버지니아주 렉싱턴에 있는 버지니아 군사 학교에서 물리학 교수로 재직했다. 렉싱턴에 머무는 동안 그는 버지니아의 물리 조사를 완료하여 "버지니아의 물리 지리"(The Physical Geography of Virginia)라는 책에 기록했다. 그는 이전에 프레더릭스버그 외곽에서 금광 감독관이었고 그 기간 동안 지질학을 집중적으로 연구했기 때문에 그러한 책을 쓰기에 충분한 지식을 갖추고 있었다. 그는 광물 발견 및 추출, 농업 개선 등을 통해 전쟁으로 황폐해진 버지니아가 재건되는 것을 돕는 것을 목표로 했다. 그는 미국과 해외에서 광범위하게 강연했다. 그는 버지니아 군사 학교의 부속 기관으로 주립 농업 대학을 설립할 것을 옹호했다. 이는 1872년 블랙스버그에 버지니아 농업 및 기계 대학이 설립되는 계기가 되었고, 이 대학은 나중에 버지니아 폴리테크닉 주립 대학으로 이름이 바뀌었다. 모리는 초대 총장직을 제안받았지만 나이 때문에 거절했다.
그는 이전에 1848년 벤저민 블레이크 마이너의 출판물인 서던 문학 메신저에서 윌리엄스버그 (버지니아주)의 윌리엄 & 메리 칼리지 총장으로 제안된 적이 있었다. 그는 세인트존스 칼리지 (아나폴리스/산타페), 앨라배마 대학교, 테네시 대학교의 총장이 되는 것을 고려했다. 그가 편지에서 한 진술에 따르면, 그는 로버트 E. 리 장군과 렉싱턴에서 가까이 지내는 것을 선호했던 것으로 보인다. 리는 그곳에서 워싱턴 칼리지의 총장이었다. 모리는 리의 운구자 중 한 명으로 봉사했다. 그는 또한 육상 기상청 협력에 대해 유럽에서 강연했는데, 그가 수년 전에 바람을 지도화하고 해상 폭풍을 예측했던 것과 마찬가지였다. 그는 강연 중 쓰러질 때까지 마지막 날까지 연설을 했다. 그는 회복 후 집에 돌아와 아내 앤 헐 헌든-모리에게 "나는 죽으러 집에 왔다"고 말했다.

## 사망 및 매장

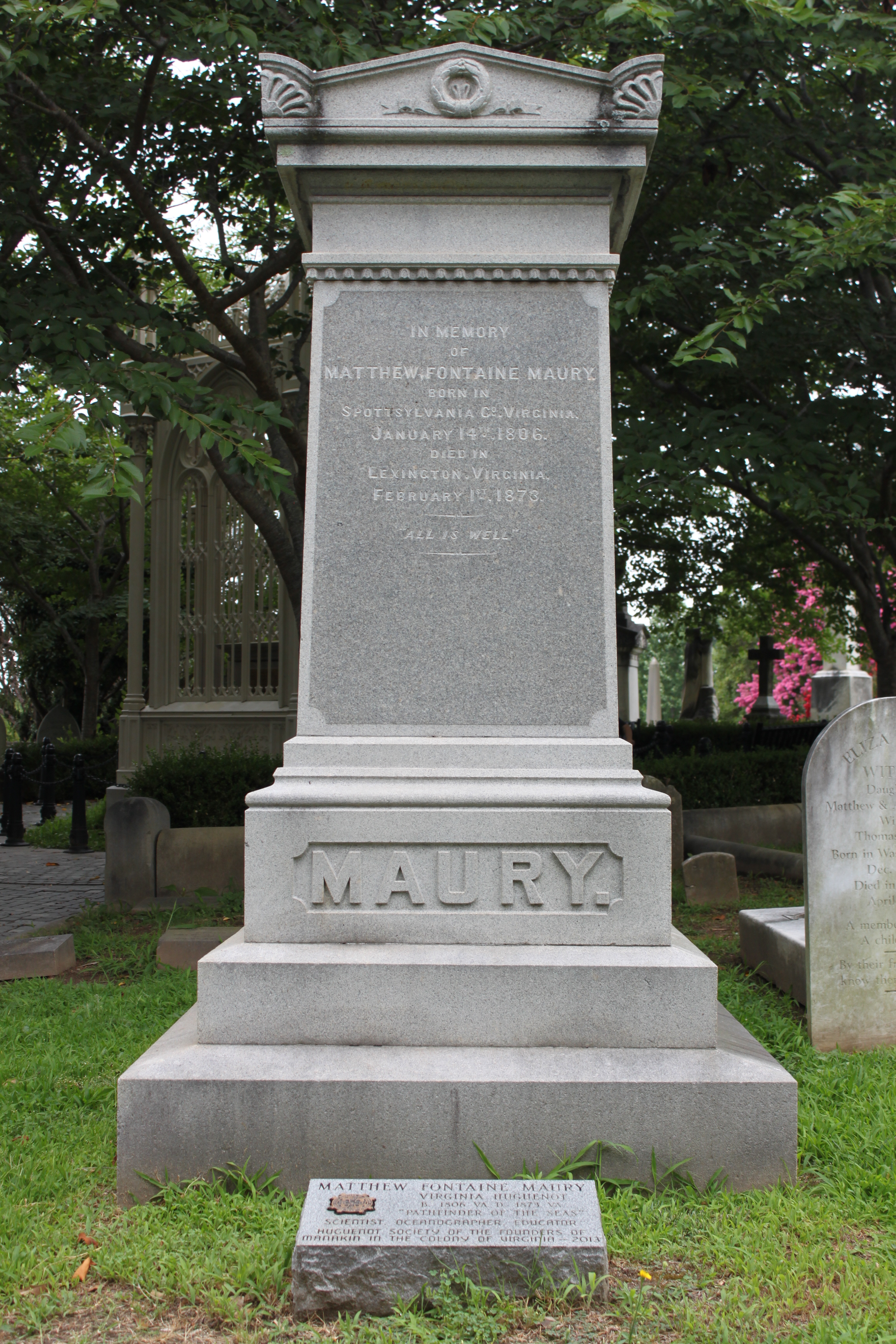
할리우드 묘지의 모리 묘지

그는 1873년 2월 1일 토요일 오후 12시 40분에 렉싱턴 자택에서 사망했다. 그는 육상 기상학을 홍보하기 위해 전국을 여행하며 강연을 하여 지쳐 있었다. 그의 장남 리처드 론슬롯 모리 소령과 사위 스폿츠우드 웰포드 코빈 소령이 그를 간호했다. 모리는 딸들과 아내에게 방을 나가달라고 요청했다. 그의 마지막 말은 "모든 것이 잘 되어간다"는 항해 용어였으며, 이는 바다의 잔잔한 상태를 의미했다.
그의 시신은 버지니아 군사 학교 도서관에 안치되었다. 모리는 처음에는 길햄 가문의 지하 묘지에 스톤월 잭슨 맞은편에 렉싱턴 묘지에 묻혔는데, 얼마 후 그의 유해는 고셴 패스를 통해 이듬해 리치먼드 (버지니아주)로 옮겨졌다. 그는 리치먼드 할리우드 묘지에서 제임스 먼로와 존 타일러 대통령 사이에 재매장되었다.

## 유산

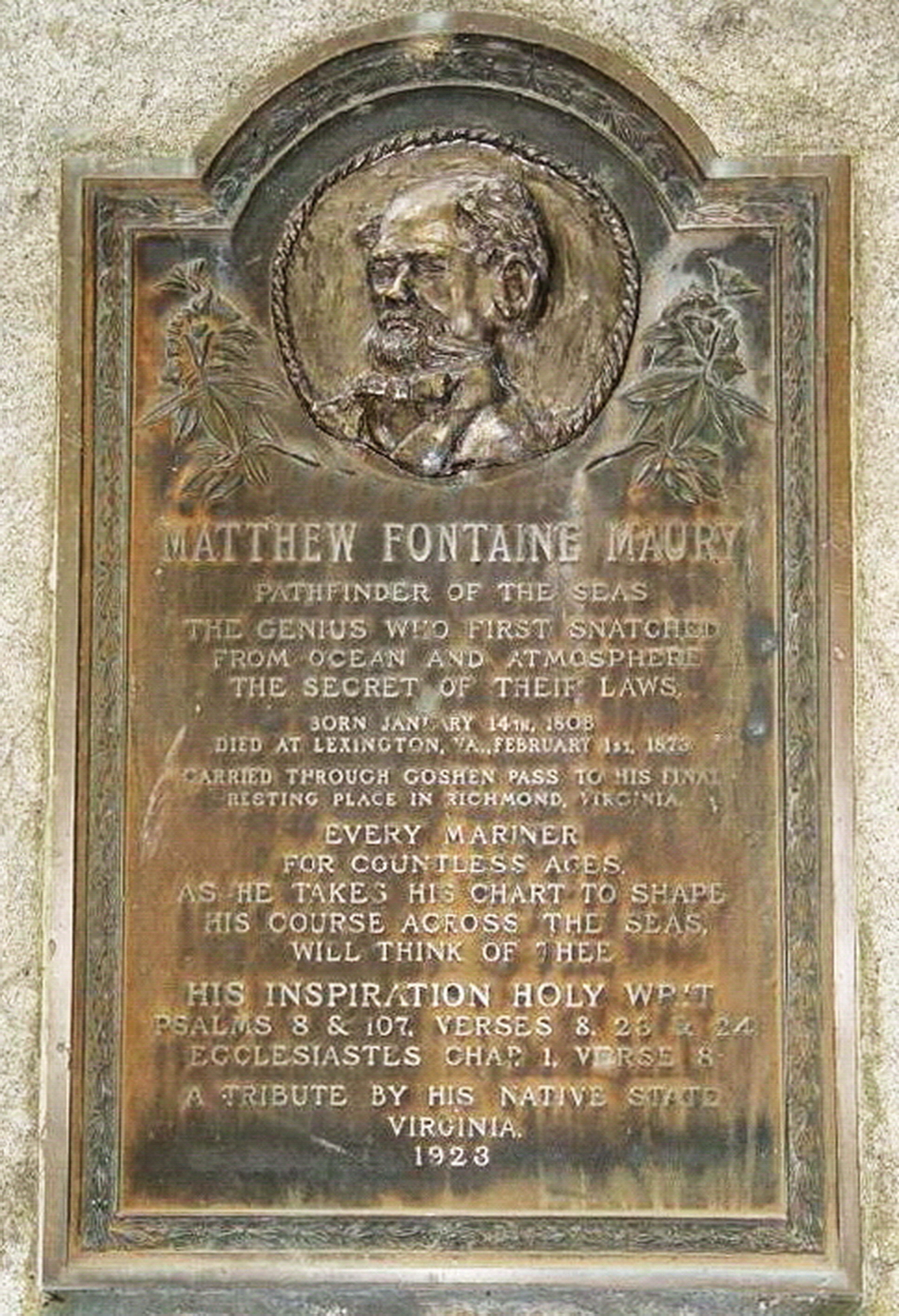
모리 강이 내려다보이는 고셴 패스의 모리 기념비

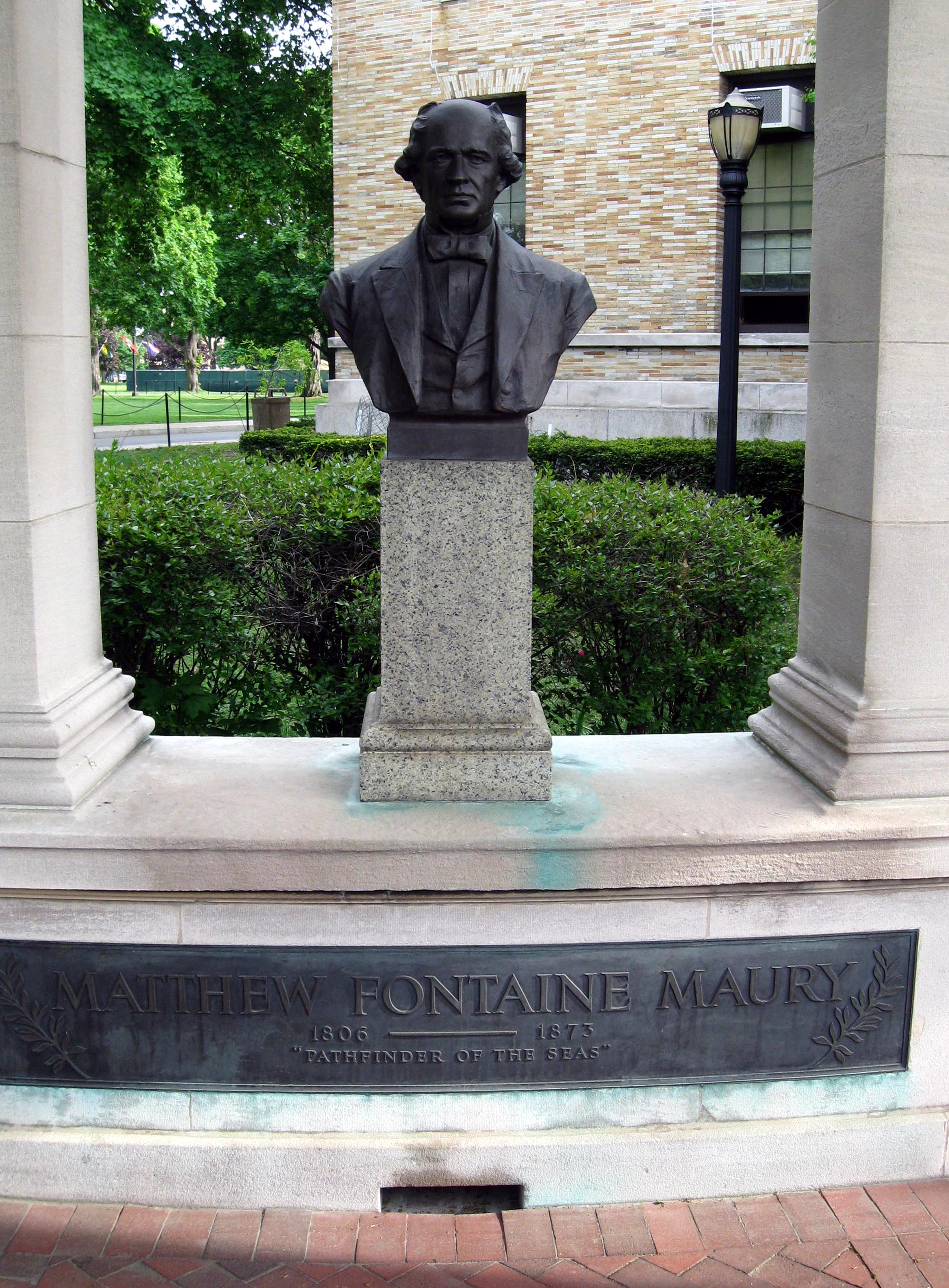
뉴욕시 위대한 미국인 명예의 전당에 있는 모리 흉상

수십 년간의 국내외 활동 끝에 모리는 여러 국가로부터 기사 작위를 받고 귀중한 보석이 박힌 메달과 교황 비오 9세 재위 기간 동안 발행된 모든 메달 컬렉션, 그리고 미국 해군 천문대에서 1848년부터 1849년까지 모리의 제자였던 안젤로 세키 신부로부터 책 헌정 등을 포함하여 명성과 영예를 얻었다. 두 사람은 평생 친구로 지냈다. 모리의 다른 종교적인 친구로는 그의 옛 스승인 제임스 허비 오티가 있었는데, 그는 1857년 이전에 레오니다스 폴크 주교와 함께 테네시주 University of the South 건설을 위해 일했다. 그곳을 방문했을 때 모리는 그의 옛 스승에게 설득되어 "초석 연설"을 했다.
미 해군 장교로서 그는 외국 정부로부터 상을 거절해야 했다. 일부는 모리의 아내 앤 헐 헌든-모리에게 주어졌고, 그녀는 남편을 대신하여 그것들을 받았다. 일부는 버지니아 군사 학교에 보관되거나 스미소니언 박물관에 대여되었다. 그는 버지니아 임시 해군에서 해군준장 (종종 title of courtesy)이 되었고, 연합국에서 사령관이 되었다.

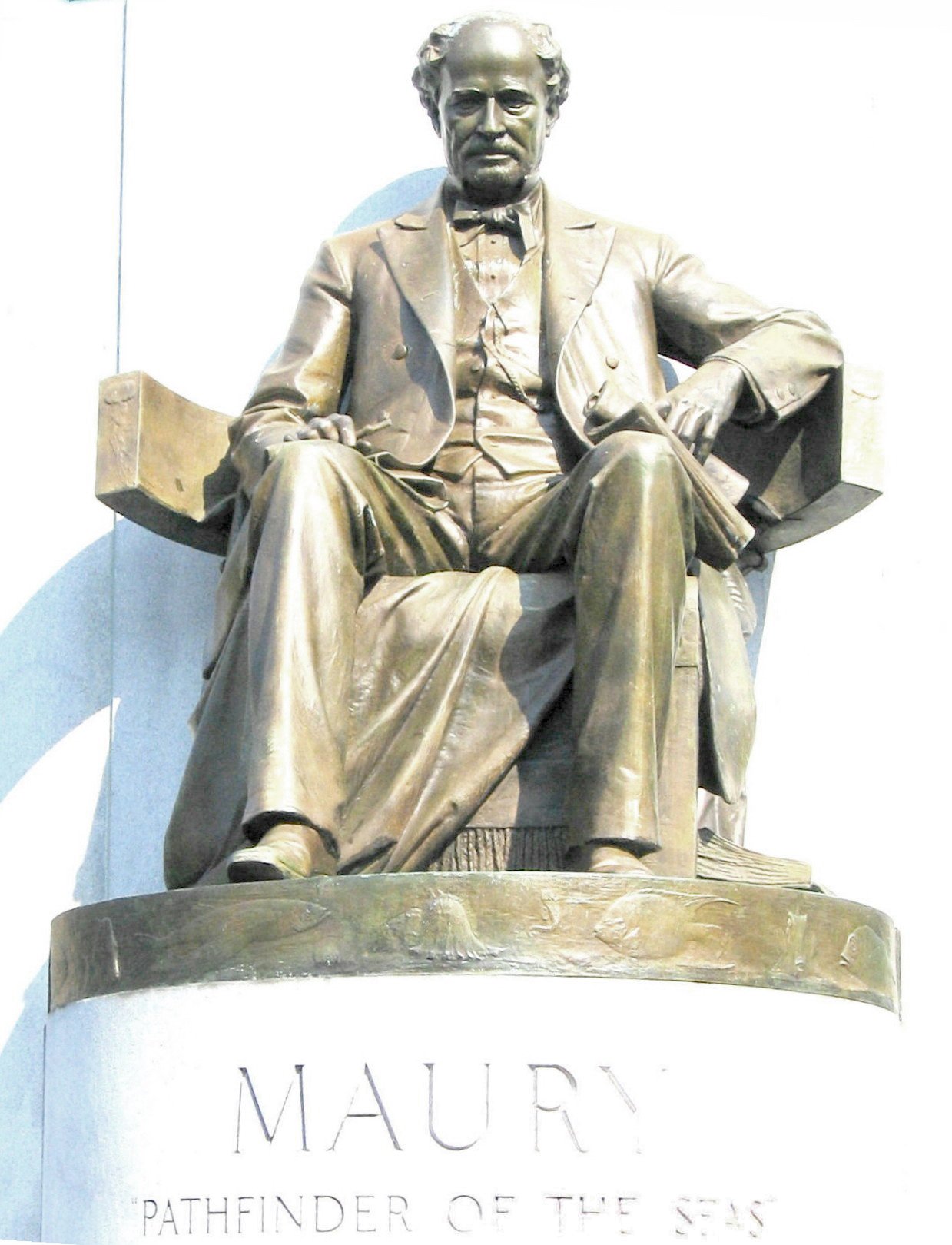
바다의 개척자 기념비, 기념비 애비뉴, 리치먼드, 버지니아주. 1929년 11월 11일 헌정. 2020년 7월 2일 철거.

 여러 대학 캠퍼스의 건물들이 그의 이름을 따서 명명되었다. 모리 홀은 버지니아 대학교 해군 과학부의 본부이자 대학 해군 ROTC 대대의 본부였으나, 2022년에 이름이 변경되었다. 윌리엄 & 메리 칼리지 Virginia Institute of Marine Science의 원래 건물도 모리 홀로 명명되었으나, 2020년에 요크 리버 홀로 이름이 변경되었다. 다른 모리 홀은 아나폴리스 (메릴랜드주)의 미국 해군사관학교에서 전기 및 컴퓨터 공학부와 로봇 및 제어 공학부를 수용했다. 2023년 2월 17일, 해군사관학교는 이 건물을 미국 대통령이 된 유일한 해군사관학교 졸업생인 지미 카터를 기리기 위해 이름을 변경했다고 발표했다. 이 변경은 군사 시설 내 남부 연합 관련 이름과 상징을 재검토하기 위해 연방법에 의해 만들어진 명명 위원회에 의해 권고되었다. 제임스 매디슨 대학교에도 모리 홀이 있는데, 이 대학의 첫 번째 학술 및 행정 건물이다. 2020년 조지 플로이드 시위 이후, JMU 학생 단체들은 건물 이름 변경을 요구했다. 2020년 6월 22일 월요일, 학생 및 동문들의 요청을 들은 대학 총장은 JMU 이사회에 모리 홀과 애쉬비 홀, 잭슨 홀의 이름을 변경할 것을 권고할 것이라고 발표했다.
여러 선박들이 그의 이름을 따서 명명되었는데, 여기에는 다양한 USS Maury 함선, 제1차 세계 대전의 순찰선 및 기뢰 제거함인 USS 코모도어 모리 (SP-656), 그리고 제2차 세계 대전의 리버티 선이 포함된다. 또한 노퍽 (버지니아주)에 본부를 둔 타이드워터 커뮤니티 칼리지는 R/V 매튜 F. 모리를 소유하고 있다. 이 선박은 해양학 연구 및 학생 항해에 사용된다. 2013년 3월, 미 해군은 해양 조사선 USNS 모리 (T-AGS-66)를 진수했으며, 2023년에 이 선박은 USNS 마리 타프로 이름이 변경되었다.

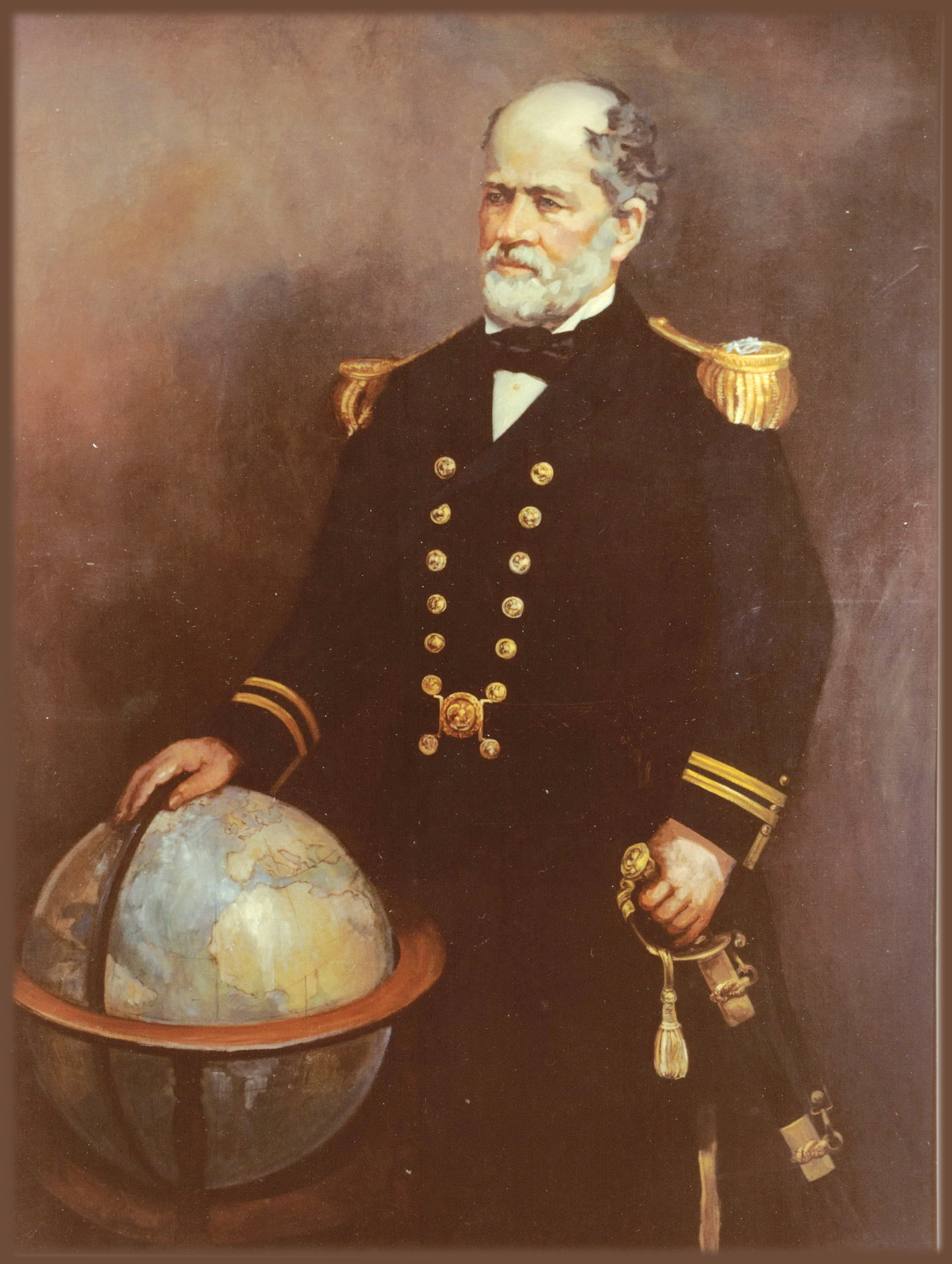
엘라 소포니스바 헤르게스하이머가 1923년에 그린 모리의 초상화

뉴포트뉴스의 The Mariners' Lake는 모리의 이름을 따서 명명되었으나, 조지 플로이드 시위 중에 이름이 변경되었다. 이 호수는 매리너스 박물관 부지에 위치하며 산책로로 둘러싸여 있다.
버지니아 군사 학교 (모리가 가르쳤던 곳) 근처 록브리지군 전역에 걸쳐 있는 모리강도 이 과학자를 기리는 이름이며, 달의 모리 분화구도 마찬가지이다.
노퍽 (버지니아주)에 있는 매튜 폰테인 모리 고등학교는 그의 이름을 따서 명명되었다. 알렉산드리아 (버지니아주)의 매튜 모리 초등학교는 1929년에 지어졌다. 이 학교는 모리가 남부 연합과 연관되어 있다는 이유로 2021년에 나오미 L. 브룩스 초등학교로 이름이 변경되었고, 학교 학생의 별칭도 "마리너스"에서 "벌"로 바뀌었다. 근처 알링턴 (버지니아주)은 1910년 클라렌던 초등학교를 1944년에 모리를 기리기 위해 이름을 변경했다. 1976년부터 이 건물은 알링턴 미술 센터의 본거지였다. (2022년에는 알링턴 현대 미술관으로 재브랜딩되었다.) 전 학교 밖에는 카운티 역사 표지판이 있다. 프레더릭스버그의 매튜 폰테인 모리 학교는 1919-1920년에 지어졌고 1980년에 폐교되었다. 건물은 콘도미니엄으로 개조되었고 국립 사적지에 등재되어 있다. 그 옆에는 1935년에 지어졌고 여전히 지역 고등학교 스포츠 행사에 사용되는 모리 스타디움이 있다.
리치먼드 (버지니아주), 플레처 (노스캐롤라이나주), 프랭클린 (테네시주), 그리고 챈슬러스빌 (버지니아주)에 여러 개의 역사 표지판이 남부 전역에 걸쳐 모리를 기념하고 있다.
미국 의회도서관의 매튜 폰테인 모리 문집(Matthew Fontaine Maury Papers) 컬렉션에는 14,000점 이상의 자료가 포함되어 있다. 이 자료는 그의 광범위한 경력과 과학적 노력을 기록하며, 서신, 노트, 강의록, 필기된 연설문 등이 포함되어 있다.
2020년 7월 2일, 리치먼드 시장 르바 스토니는 1929년에 리치먼드의 기념비 애비뉴에 세워진 모리 동상 철거를 명령했다. 시장은 이 동상을 "공공 안전에 대한 심각하고 즉각적이며 증대하는 위협"이라고 부르며, 주에서 의무화한 검토 절차를 우회하기 위해 비상 권한을 사용했다.

## 출판물

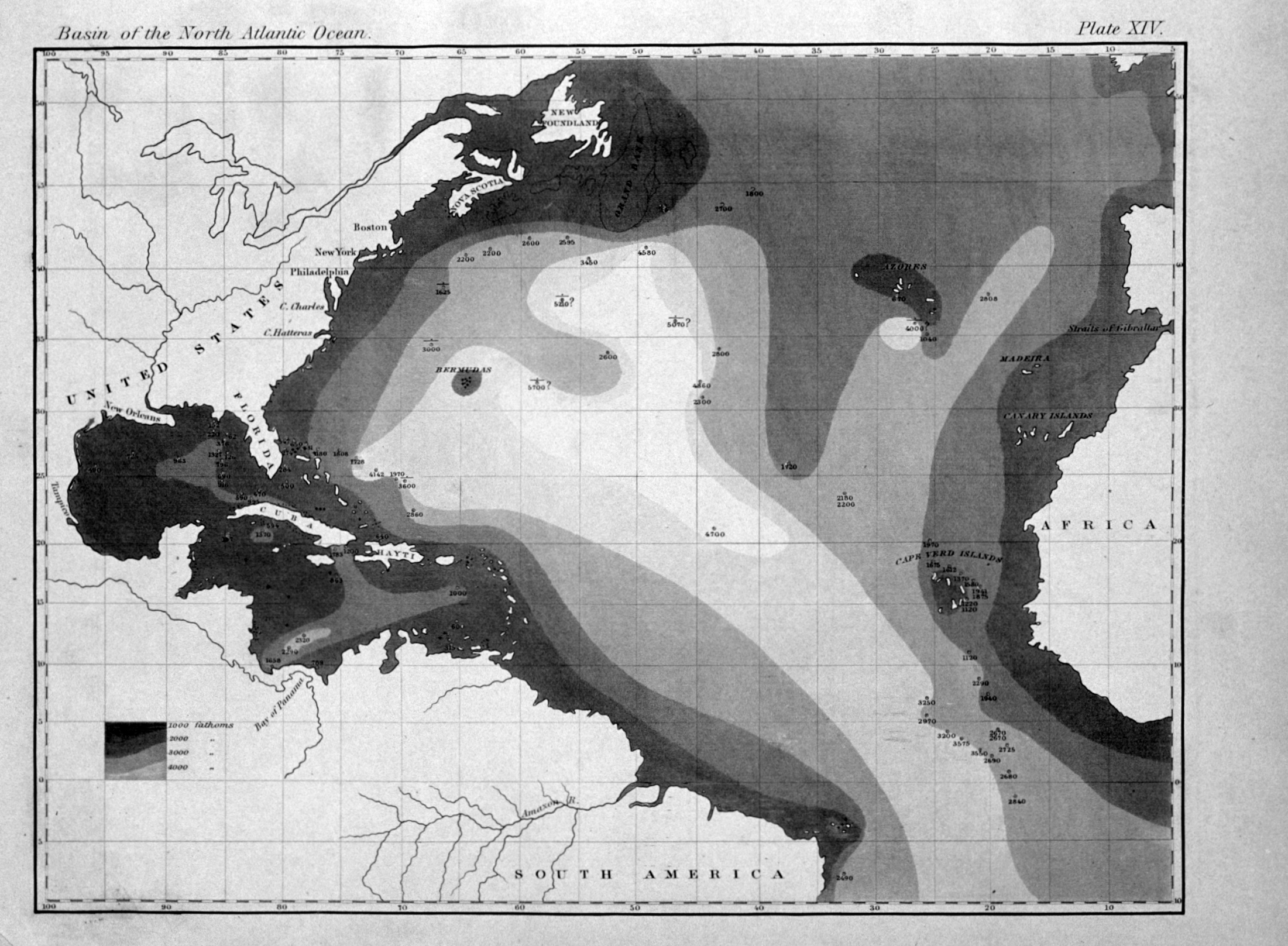
USS 돌핀 (1836)의 데이터를 바탕으로 모리가 익스플라네이션스(Explanations)에 게재한 최초의 해양 수심 측량 인쇄 지도

- 혼곶 항해에 대하여 (On the Navigation of Cape Horn)
- 포경 지도 (Whaling Charts)
- 바람과 해류 지도 (Wind and Current Charts)
- 《US Navy Contributions to Science and Commerce》. 1847. 1999년 2월 3일에 원본 문서에서 보존된 문서.
- 바람과 해류 지도를 위한 설명 및 항해 지침 (Explanations and Sailing Directions to Accompany the Wind and Current Charts), 1851, 1854, 1855
- 모리 중위의 바다 바람과 해류 조사 (Lieut. Maury's Investigations of the Winds and Currents of the Sea), 1851
- 자성과 대기 순환 간의 예상 관계에 대하여 (On the Probable Relation between Magnetism and the Circulation of the Atmosphere), 1851
- 모리의 바람과 해류 지도: 대서양의 폭풍 (Maury's Wind and Current Charts: Gales in the Atlantic), 1857
- 《The Physical Geography of the Sea》 1858판. Harper & Brothers. 1855  – Internet Archive 경유. Matthew Fontaine Maury.
- 태양 시차 결정을 위한 관측 (Observations to Determine the Solar Parallax), 1856
- 아마존, 그리고 남미 대서양 경사면 (Amazon, and the Atlantic Slopes of South America), 1853
- M. F. 모리 사령관의 미국 문제에 대한 발언 (Commander M. F. Maury on American Affairs), 1861
- 바다의 물리 지리 및 기상학 (The Physical Geography of the Sea and Its Meteorology), 1861
- 모리의 초등 및 중급 학급을 위한 새로운 지리 원소 (Maury's New Elements of Geography for Primary and Intermediate Classes)
- 지리: "첫 번째 수업" (Geography: "First Lessons")
- 초등 지리: 초등 및 중급 학급용 (Elementary Geography: Designed for Primary and Intermediate Classes)
- 지리: "우리가 사는 세상" (Geography: "The World We Live In")
- 농업 및 기계 학회 박람회에서 M. F. 모리 사령관의 공개 연설 (Published Address of Com. M. F. Maury, before the Fair of the Agricultural & Mechanical Society)
- 지질학: 버지니아주의 물리 조사; 지리적 위치, 상업적 이점 및 국가적 중요성, 버지니아 군사 학교, 1869

## 같이 보기
- 수심 측량 지도
- 플라잉 클라우드
- 국립 과학 진흥 연구소
- 주요 세계 해양학자
- 예언자 없는 영광

## 더 읽어보기
- Dick, Steven J. (2002). 《Sky and Ocean Joined: The US Naval Observatory 1830-2000》. Cambridge University Press. ISBN 0521815991.
- Hearn, Chester (2002). 《Tracks in the sea: Matthew Fontaine Maury and the Mapping of the Oceans》. Camden, Me: International Marine/McGraw-Hill. ISBN 0071368264.
- Karp, Matthew (2016). 《This Vast Southern Empire: Slaveholders at the Helm of American Foreign Policy》. Harvard University Press. ISBN 9780674737259.
- Klapp, Orrin E. (1945). 《Matthew Fontaine Maury, Naval Scientist》. 《United States Naval Institute Proceedings》 71.
- Wayland, John W. (1930). 《The Pathfinder of the Seas : the Life of Matthew Fontaine Maury》. Richmond: Garrett & Massie. hdl:2027/mdp.39015031479978.
- Williams, Frances Leigh (1963). 《Matthew Fontaine Maury: Scientist of the Sea》. New Brunswick: Rutgers University Press.